# Малагон
Малагон (ісп. Malagón) — муніципалітет в Іспанії, у складі автономної спільноти Кастилія-Ла-Манча, у провінції Сьюдад-Реаль. Населення — 8731 особа (2010).
Муніципалітет розташований на відстані близько 140 км на південь від Мадрида, 21 км на північ від Сьюдад-Реаля.
На території муніципалітету розташовані такі населені пункти: (дані про населення за 2010 рік)
- Крісто-дель-Еспіріту-Санто: 154 особи
- Фуенкальєнте: 76 осіб
- Малагон: 8105 осіб
- Лас-Пералосас: 62 особи
- П'єдрала: 101 особа
- Лос-Кілес: 162 особи
- Ель-Сотільйо: 30 осіб
- Вальдеєрро: 41 особа

## Демографія
Динаміка населення (INE ):

## Галерея зображень

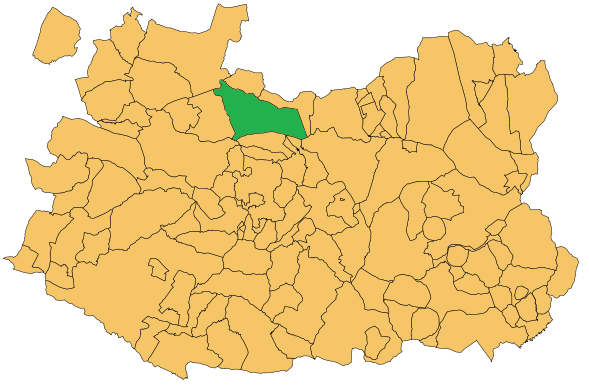
Розташування муніципалітету у провінції Сьюдад-Реаль
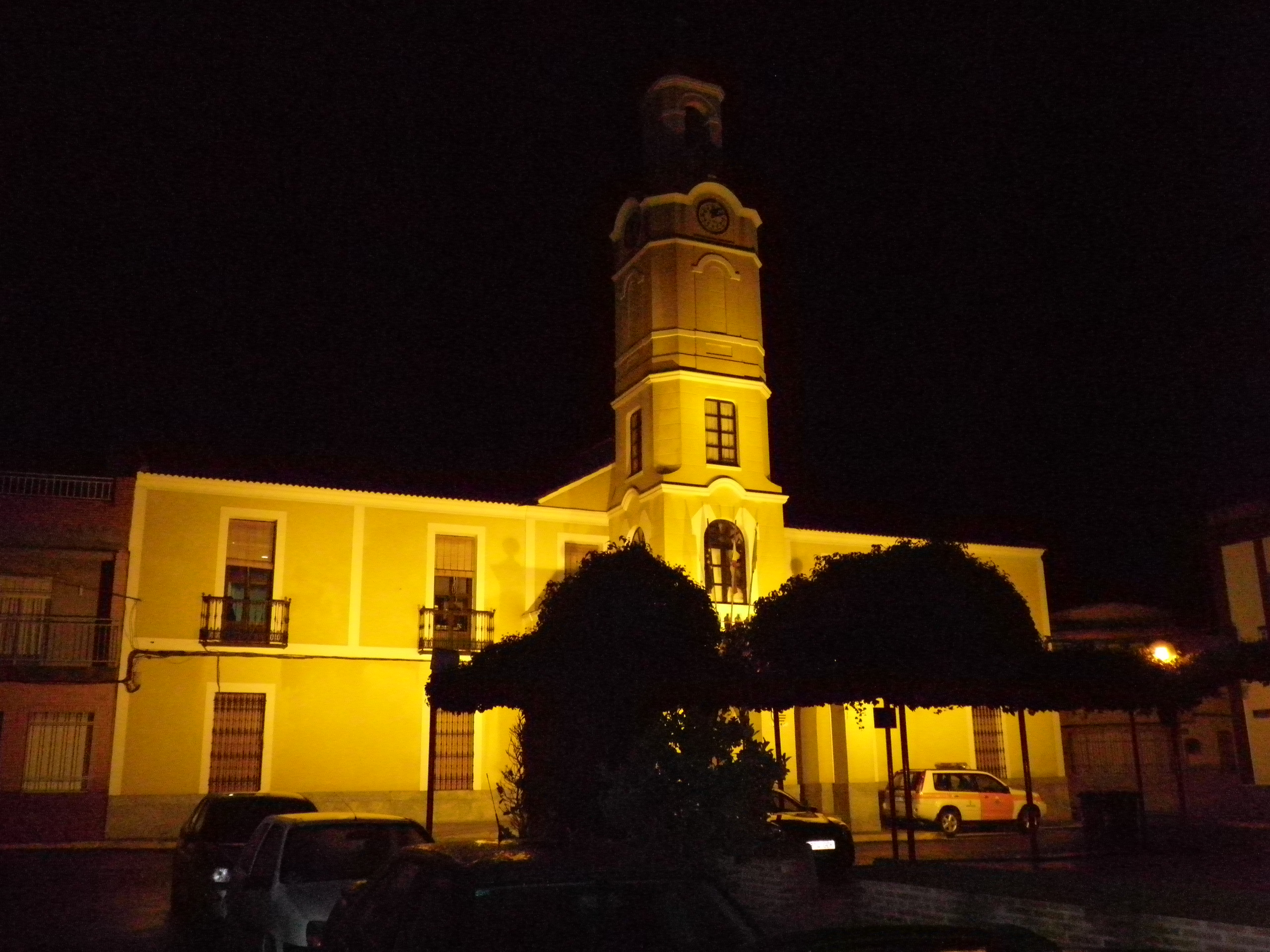
Муніципальна рада
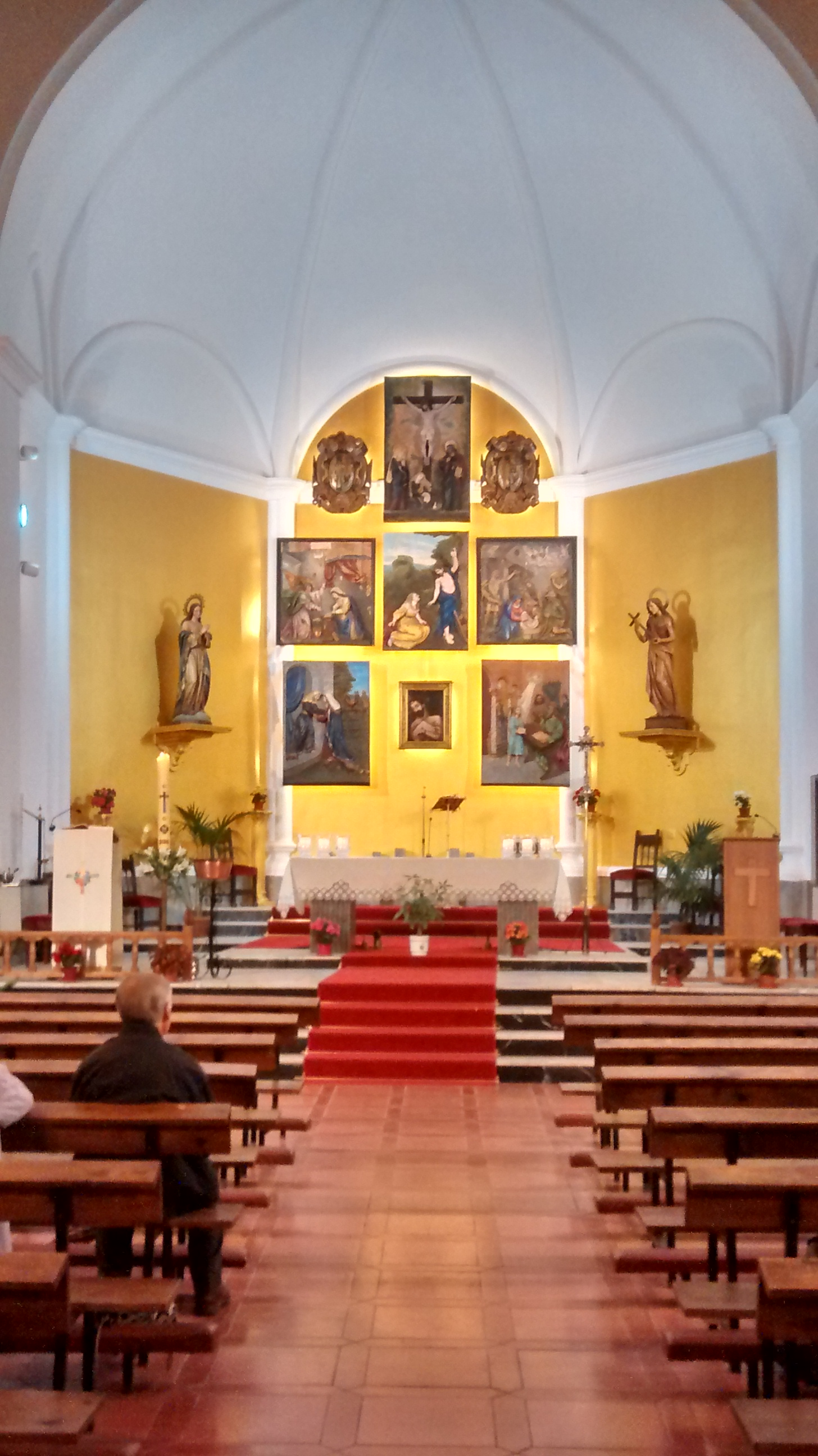
Інтер'єр парафіяльної церкви Санта-Марія-Магдалена